# Darja Sopova
Darja Sopova (18 de febrero de 2002) es una deportista de Letonia que compite en atletismo. Ganó una medalla de bronce en el Campeonato Mundial de Atletismo Sub-20 de 2021, en la prueba de triple salto.